# Celebrate!
Celebrate! è il dodicesimo album in studio del gruppo musicale statunitense Kool & the Gang, pubblicato nel 1980.

## Tracce
Side 1
1. Celebration – 4:58
2. Jones vs. Jones – 4:18
3. Take It to the Top – 4:19
4. Morning Star – 3:46

Side 2
1. Love Festival – 5:16
2. Just Friends – 4:23
3. Night People – 3:47
4. Love Affair – 4:21